# 무단위안역
무단위안역(중국어: 牡丹园站)은 중국 베이징시 하이뎬구 화위안루 가도 베이투청 서로·베이타이핑좡로·화위안 동로 교차로에 위치한 베이징 지하철 10호선과 19호선의 환승역이다.

## 위치
본 역은 중국 베이징시 하이뎬구 화위안루 가도 베이투청 서로·베이타이핑좡로·화위안 동로 교차로에 위치한다. 이 지역은 원래 편융탑원(徧融塔院)이었으며 베이징 TV 공장은 1973년에 지어졌다. 1988년 베이징 도시 건설 회사 4호가 TV 공장 동쪽에 주거 지역을 건설하기 시작하면서, 베이징 TV 공장에서 제작한 TV 브랜드 "모란(牡丹)"에 의하여 이 주변 지역은 "모란원(牡丹园)"이 되었다. 이전 무단 TV 공장 부지는 나중에 중관춘 디지털 TV 산업단지가 되었고, 칼라 TV 생산 라인 건물의 원래 부지는 추이웨이 백화점의 무단위안 매장이 되었다.

## 역 구조
10호선 역은 섬식 승강장으로 설계된 지하역으로 A(북서), B(북동), C(남동), D(남서)의 4개의 출입구가 있다.
19호선은 이 역에서 기존 10호선과 "T"자 형태로 환승되는 구조로, 역은 기존 10호선 무단위안역의 북쪽에 위치한다. 현재 19호선에는 새로운 출입구(F출입구)만 존재하며, 10호선과 A출입구를 공유한다.

### 층별 구조
| 지면층   | 가도                            | A-F출입구                                           |
| 지하 1층 | 10호선 대합실                   | 고객센터, 자동 발매기, 출입 게이트                  |
| 지하 2층 | 19호선 대합실                   | 고객센터, 자동 발매기, 출입 게이트, 10호선 환승통로 |
| 지하 2층 | 환승 통로                       | 10호선에서 19호선으로만 일방 통행 환승              |
| 지하 2층 | ←                               | ■ 10호선 외선 순환(시투청)                          |
| 지하 2층 | 섬식 승강장, 왼쪽 출입문이 열림 |                                                     |
| 지하 2층 | →                               | ■ 10호선 내선 순환(젠더먼)                          |
| 지하 3층 | ←                               | ■ 19호선 하차 전용 승강장                           |
| 지하 3층 | 섬식 승강장, 왼쪽 출입문이 열림 |                                                     |
| 지하 3층 | →                               | ■ 19호선 신궁 방면 (베이타이핑좡)                   |
| 지하 3층 | 환승 지하도                     | 10호선 승강장 아래 (19호선으로 환승)                |

### 대합실
10호선은 별도의 대합실을 사용한다. 두 노선 모두 환승 통로가 있지만 19호선에서 10호선으로의 환승에만 사용된다. 19호선으로 이어지는 서쪽 대합실과 북동쪽에 또 다른 환승 통로 계단이 존재한다. 10호선에서 19호선으로 환승하려면 10호선 승강장 중앙 계단에서 완충 승강장으로 내려간 후, 완충 승강장에서 19호선 승강장 남단 위 환승 통로로 올라가야 하며, 그런 다음 19호선 승강장 남쪽 끝으로 내려가는 구조이다. 대합실 중앙 서쪽에서 19호선 승강장까지 직진형 엘리베이터가 있다.
19호선 대합실 중앙의 양쪽 벽에는 공공 예술 작품 "무단화개《牡丹花开》'가 장식되어 있다. 모란꽃과 모란의 자연과 이미지 형태를 전기로 결합한 작품으로 칭화 대학교 미술학원 교수 진효림(陈晓林)과 중앙미술학원 강사 펑예(冯烨)가 공동으로 제작하였다. 텔레비전의 상징을 조합하여 상징적이고 패턴화된 시각적 그래픽을 형성하여 텔레비전이 생생하게 전달하는 풍요로움과 색채, 그리고 모란꽃의 부와 상서로움과 다양한 예절의 아름다운 의미를 표현한다.

### 승강장
10호선 무단위안역 승강장은 베이투청 서로 지하에 위치하며 1면 2선 섬식 승강장이다. 19호선은 화위안 동로 아래에 섬식 승강장이 있다. 19호선 열차는 역 북쪽 역을 지나 회차되는 방식으로, 북쪽으로 연장할 수 있는 조건은 본선 북쪽 끝에 대비되어 있다. 이 역의 10호선 승강장 동쪽 끝에 건넘선이 있다.

## 출입구
무단위안역에는 5개의 출입구와 2개의 엘리베이터가 있다. 10호선으로 개통된 엘리베이터 중 1개는 베이투청 서로 남쪽에 위치해 있으며 지상에서는 D출입구와 인접해 있지만 지하철 A출입구 통로에 위치한다. 역 중앙 층에는 19호선 F출입구에 또 다른 에스컬레이터가 있다. 19호선 무단위안역의 새로운 출입구는 E, F, G가 있다. 그 중 무단위안 서리 단지(牡丹园西里小区) 남쪽에 위치한 F출입구만 유일하게 지상 출입구로, 19호선이 개통되었을 때 건설되었다.
|                          |                                                                        | |      |             |
|                          |                                                                        | |      |             |
| 출구                     | 지시                                                                   | 출구 인근 | 사진 | 무장애 시설 |
| ■ 10호선 ■ 19호선에 연결 |                                                                        | |      |             |
| 出口 · A                 | 베이투청 서로(北土城西路), 화위안로(花园路)                            | 추이웨이 백화점(翠微百货), 베이진 무단 전자 그룹 유한회사(北京牡丹电子集团有限责任公司), 중관촌 디지털 TV 산업단지(中关村数字电视产业园) |      |             |
| ■ 10호선에 연결          |                                                                        | |      |             |
| 出口 · B                 | 화위안 동로(花园东路), 베이투청 서로(北土城西路)                       | 화위안 호텔(花园饭店) |      | 빈칸        |
| 出口 · C                 | 베이타이핑좡로(北太平庄路), 베이투청 서로(北土城西路)                  | |      | 빈칸        |
| 出口 · D                 | 베이투청 서로(北土城西路), 화위안로(花园路),베이타이핑좡로(北太平庄路) | 원토성 유적 공원(元土城遗址公园) |      | 빈칸        |
| ■ 19호선에 연결          |                                                                        | |      |             |
| 出口 · F                 | 화위안 동로(花园东路) 동측                                             | |      |             |
| 아이콘 설명: 엘리베이터  |                                                                        | |      |             |

## 역사
10호선 무단위안역은 2008년 2월에 제정되었고, 동년 7월 19일에 개통되었다. 2015년 베이징에서는 지하철 19호선을 건설하기로 결정했고, 무단위안역이 1단계 노선의 출발점이 되었다.
2021년 4월 10일부터 6월 17일까지 19호선 환승 공사 및 개량 공사 협력을 위해 10호선 무단위안역이 임시 폐쇄되었고, 승강장 개조 공사가 시작되었다. 동년 6월 18일, 무단위안역이 영업을 재개하였고, 동년 12월 18일 19호선 무단위안역 단위 사업 승인을 성공적으로 통과했다.
19호선 무단위안역은 2021년 12월 31일 개통하였다.